# Aminal

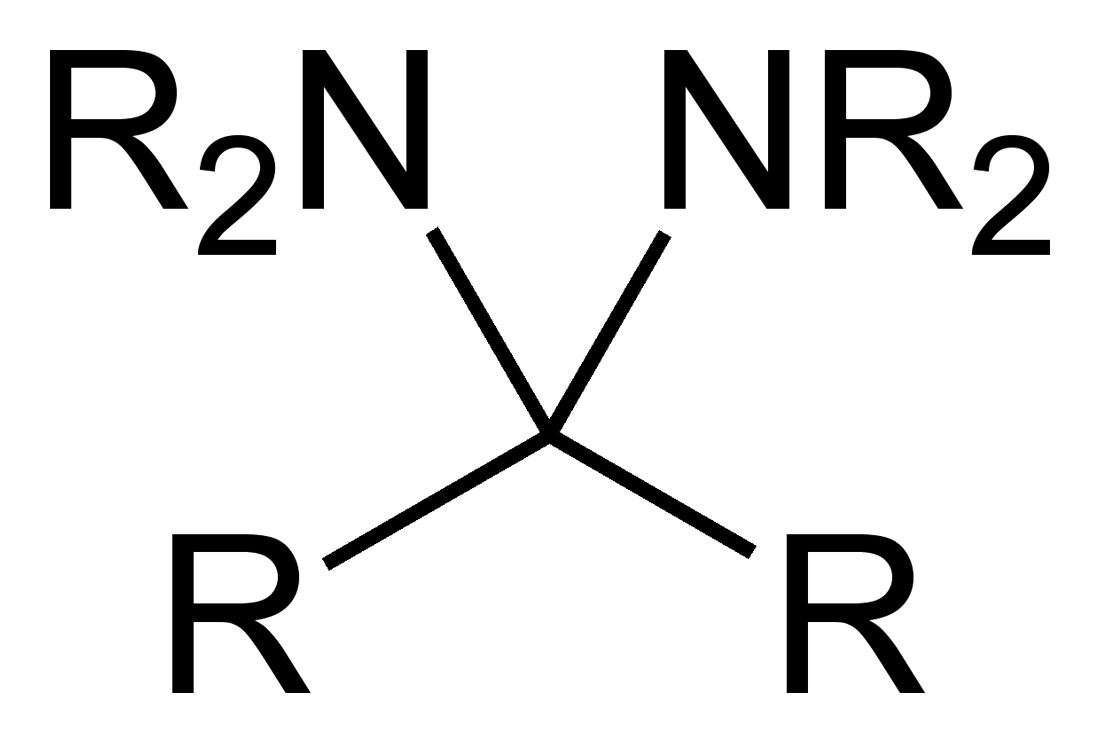
Estructura genérica de un aminal.

En química orgánica, un aminal o aminoacetal es un grupo funcional o un tipo de compuesto orgánico que tiene dos grupos amino unidos al mismo átomo de carbono: -C(NR2)(NR2)-. R puede ser hidrógeno o un grupo alquilo.
Los aminales y hemiaminales son análogos a los acetales y hemiacetales, respectivamente, con nitrógeno reemplazando a oxígeno. Se encuentran aminales en la síntesis de indoles de Fischer.

## Éteres de hemiaminal

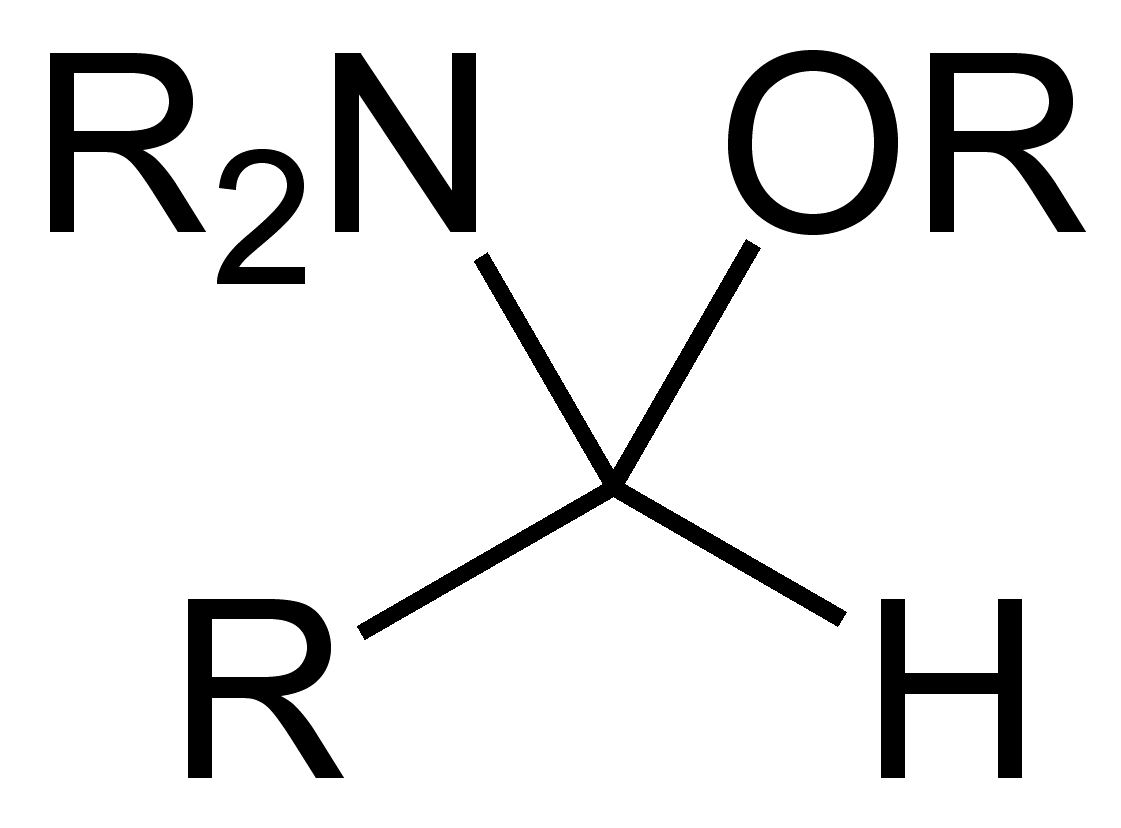
Éter de aminal derivado de un aldehído.

Los éteres de hemiaminal son denominados algunas veces aminales, aunque esto es desaconsejado por la IUPAC. Tienen la siguiente estructura: R‴-C(NR'2)(OR")-R⁗. Las glicosilaminas son ejemplos de éteres cíclicos de hemiaminal.